# Victor Grinich
Victor Henry Grinich (Aberdeen, Washington, 26 de novembro de 1924 - Mountain View, Califórnia, 4 de novembro de 2000) foi um engenheiro estadunidense. Foi um pioneiro da indústria dos semicondutores e membro d'Os Oito Traidores que fundaram o Vale do Silício.

## Vida e educação
Seus pais eram imigrantes da Croácia e seu nome original era Victor Grgurinović. Victor serviu na Marinha dos Estados Unidos durante a Segunda Guerra Mundial.
Grinich obteve um grau de bacharel na Universidade de Washington em 1945 e um mestrado em 1950, obtendo depois um Ph.D. em 1953 na Universidade Stanford.

## Carreira
Inicialmente um pesquisador na SRI International, trabalhou no Shockley Semiconductor Laboratory da Beckman Instruments, que então abandonou com os outros membros d'Os Oito Traidores para criar a influente corporação Fairchild Semiconductor. Entre os físicos, matemáticos e metalurgistas do grupo, Grinich era o único engenheiro eletricista. Na Fairchild montou o laboratório de teste e outros sistemas eletrônicos, onde foi responsável pela caracterização de dispositivos e aplicações.
Grinich deixou a Fairchild em 1968 para estudar ciência da computação enquanto lecionava engenharia elétrica na Universidade da Califórnia em Berkeley. Mais tarde também lecionou na Universidade Stanford. Em 1975 publicou um livro-texto, Introduction to Integrated Circuits.

## Morte
Grinich morreu vitimado por câncer de próstata em 2000.